# Otto Stadelmann
Otto Stadelmann (* 2. Februar 1874 in Oberlahnstein; † 1952 in Potsdam) war ein deutscher Jurist. Von 1933 bis 1939 war er Präsident des Oberlandesgerichts Frankfurt am Main.

## Werdegang
Stadelmann war der Sohn eines Fabrikanten. Er wurde 1901 Gerichtsassessor in Frankfurt am Main, 1905 Landgerichtsrat in Saarbrücken und 1914 Direktor am Landgericht Potsdam. Am 24. Mai 1925 wurde er zum Senatspräsidenten an das Oberlandesgericht Frankfurt am Main berufen. Am 29. Mai 1933 wurde er Präsident des OLG Frankfurt; er war der erste Oberlandesgerichtspräsident, den die Nationalsozialisten an die Spitze des Gerichts beriefen. Zwar bemühte er sich im Juni 1933 noch für die Weiterbeschäftigung von zwei jüdischen OLG-Richtern (Dr. Dreyer und Weigert), setzte aber im Verlauf die „Arisierung“ der Richterschaft am OLG Frankfurt durch. Stadelmann war auch für das am 31. März 1933 von Roland Freisler eröffnete Frankfurter Sondergericht zuständig, das 1.699 politische Verfahren gegen 2.204 Personen, so genannte „Volksschädlinge“ durchführte.
Seit 1908 war Stadelmann mit der Frankfurter Opernsängerin Klara Fetzer (1879–1947), die schon mit 20 Jahren einen Fünf-Jahres-Vertrag an der Frankfurter Oper erhalten hatte, verheiratet. Am 1. April 1939 trat er in den Ruhestand. Sein Nachfolger wurde der Vizepräsident des OLG Frankfurt Arthur Ungewitter, wie Stadelmann NSDAP-Mitglied.